# Porsche 911 RSR
Der Porsche 911 RSR und dessen Vorgänger GT3 RSR, GT3 RS und GT3 R sind GT-Rennwagen von Porsche, die im Motorsport für Langstreckenrennen eingesetzt werden. Sie sind aufgebaut nach der aktuell höchsten Klasse im weltweiten GT-Sport, der GTE-Klasse vom ACO. Dieses Reglement führt zurück auf das Konzept einer GT3-Klasse unterhalb der damaligen Gruppe GT1 und Gruppe GT2 aus dem Jahr 1998. Nach der Einstellung der GT1-Klasse wurde die geplante GT3-Klasse ab 1999 beim ACO als GT-Klasse unterhalb der GTS sowie von der FIA ab 2000 als N-GT ausgeschrieben. Nach den Angleichungen der GT-Regeln zwischen FIA und ACO im Jahr 2005 wurde diese Klasse in GT2-Klasse umbenannt. Als die GT2-Europameisterschaft der FIA scheiterte und die Teilnehmer der GT1-Klasse beim 24-Stunden-Rennen von Le Mans schwanden, benannte der ACO 2011 die GT2-Klasse in GTE um und unterteilte diese in GTE-Pro für Profis und GTE-AM für Amateure. In all den Jahren war Porsche kontinuierlich mit unterschiedlichen Baureihen des 911 in dieser Klasse vertreten.
Daneben diente der Porsche 911 auch als Basis für die höheren Klassen mit dem Porsche 911 GT1 und Porsche 911 GT2. Seit 2006 ist Porsche mit dem Porsche 911 GT3 R in der neu formierten GT3-Klasse vertreten, die im Gegensatz zum Werkssport der GTE-Klasse für den Kundensport ausgerichtet ist und auf dem Markenpokalfahrzeug des Carrera- und Supercup basiert.
Die Motorsportwagen werden gemeinsam mit allen weiteren Motorsportwagen von Porsche in der Manufaktur des Motorsportzentrums in Weissach gebaut.

## Modellgeschichte

### Porsche 996 GT3 R/RS/RSR

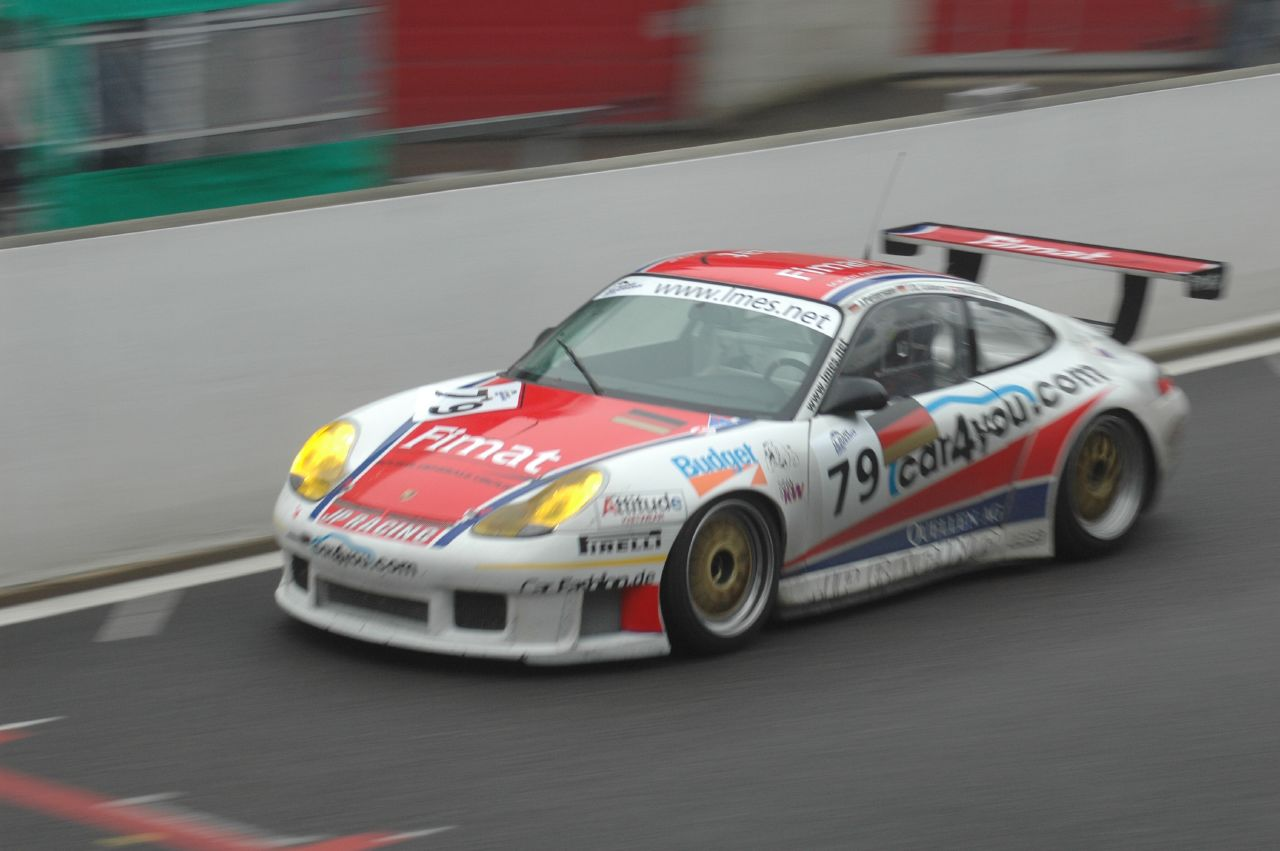
Porsche 996 GT3 RS

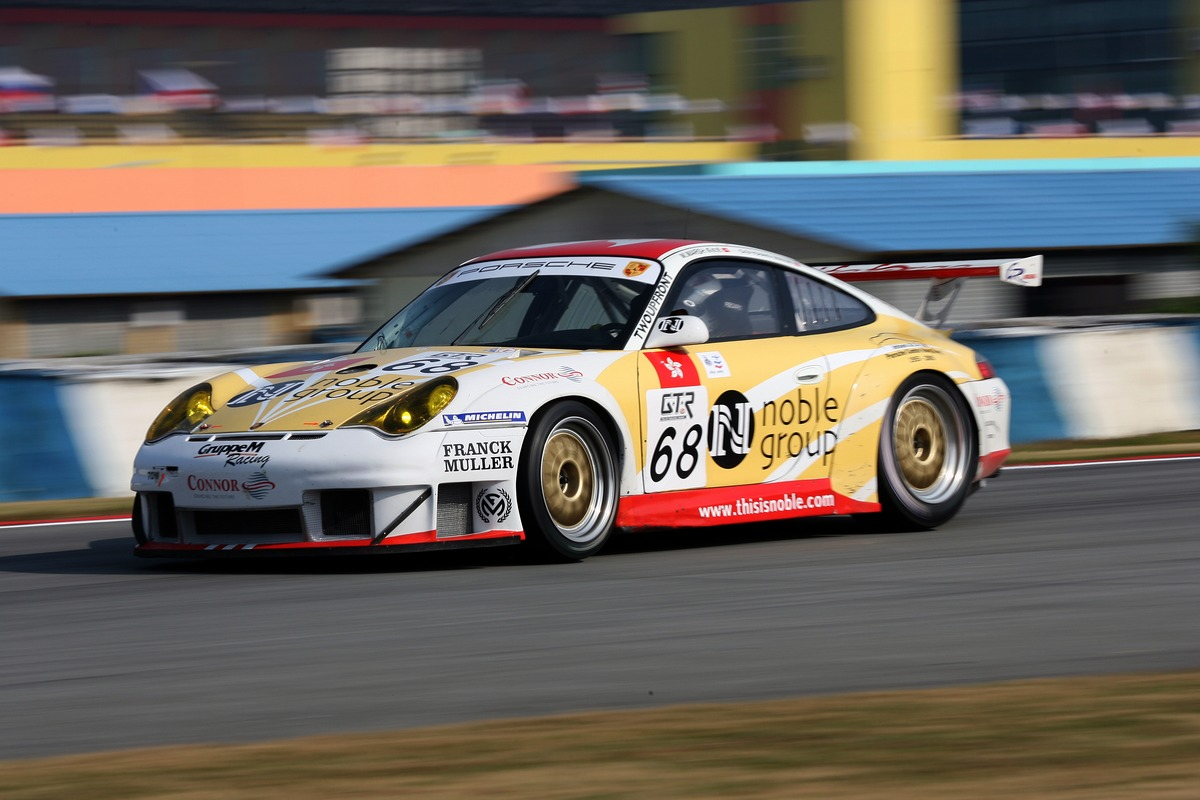
Porsche 996 GT3 RSR

Auf Basis des Porsche 996 GT3 entstand 1999 die 996 GT3 R genannte Rennversion.
Sein Debüt hatte der 996 GT3 R beim 24-Stunden-Rennen von Le Mans 1999. Die Teams Manthey Racing und Champion Racing setzten den neuen Rennwagen als inoffizielle Vertreter des Werks ein. Dabei erreichte der Manthey-Porsche von Uwe Alzen, Patrick Huisman und Luca Riccitelli vor dem Champion-Porsche von Dirk Müller, Bob Wollek und Bernd Mayländer den Klassensieg.
Daraufhin nahm der 996 GT3 R in der American Le Mans Series teil und konnte auch hier von Mitte 1999 bis Mitte 2001 nahezu alle Klassensiege in der Klasse der „kleinen“ GT-Rennwagen einfahren.
In der FIA-GT-Meisterschaft war der 996 GT3 R in der neuen NGT-Klasse 2000 das dominierende Fahrzeug und siegte bei jedem Lauf. Im selben Jahr gewann das werksunterstützte Team Phoenix beim 24-Stunden-Rennen auf dem Nürburgring.
2001 kam die modifizierte, nun 996 GT3 RS genannte Version, zum Einsatz. Das Fahrzeug war nicht nur in seiner Klasse sehr erfolgreich, sondern erzielte auch Gesamtsiege. Jörg Bergmeister und Timo Bernhard setzten sich 2003 beim 24-Stunden-Rennen von Daytona gegen die deutlich leistungsstärkeren Prototypen durch. Stéphane Ortelli, Marc Lieb und Romain Dumas gewannen 2003 erstmals in der Geschichte der FIA-GT-Meisterschaft auf einem NGT-Fahrzeug das 24-Stunden-Rennen von Spa-Francorchamps.
Das Nachfolgemodell 996 GT3 RSR, welches an seinen tropfenförmigen Scheinwerfern erkennbar ist, debütierte im Jahre 2004. Die Motorleistung stieg von vorher 415 auf 455 PS. Außerdem erhielt das Fahrzeug ein sequentielles Sechsgang-Getriebe.
Bis 2006 gelangen den Rennversionen des Porsche 996 GT3 sieben Klassensiege beim 24-Stunden-Rennen von Le Mans sowie fünf Klassensiege und einen Gesamtsieg beim 24-Stunden-Rennen von Spa-Francorchamps. Von diesem Typ wurden fast 200 Rennfahrzeuge produziert.

### Porsche 997 GT3 RSR

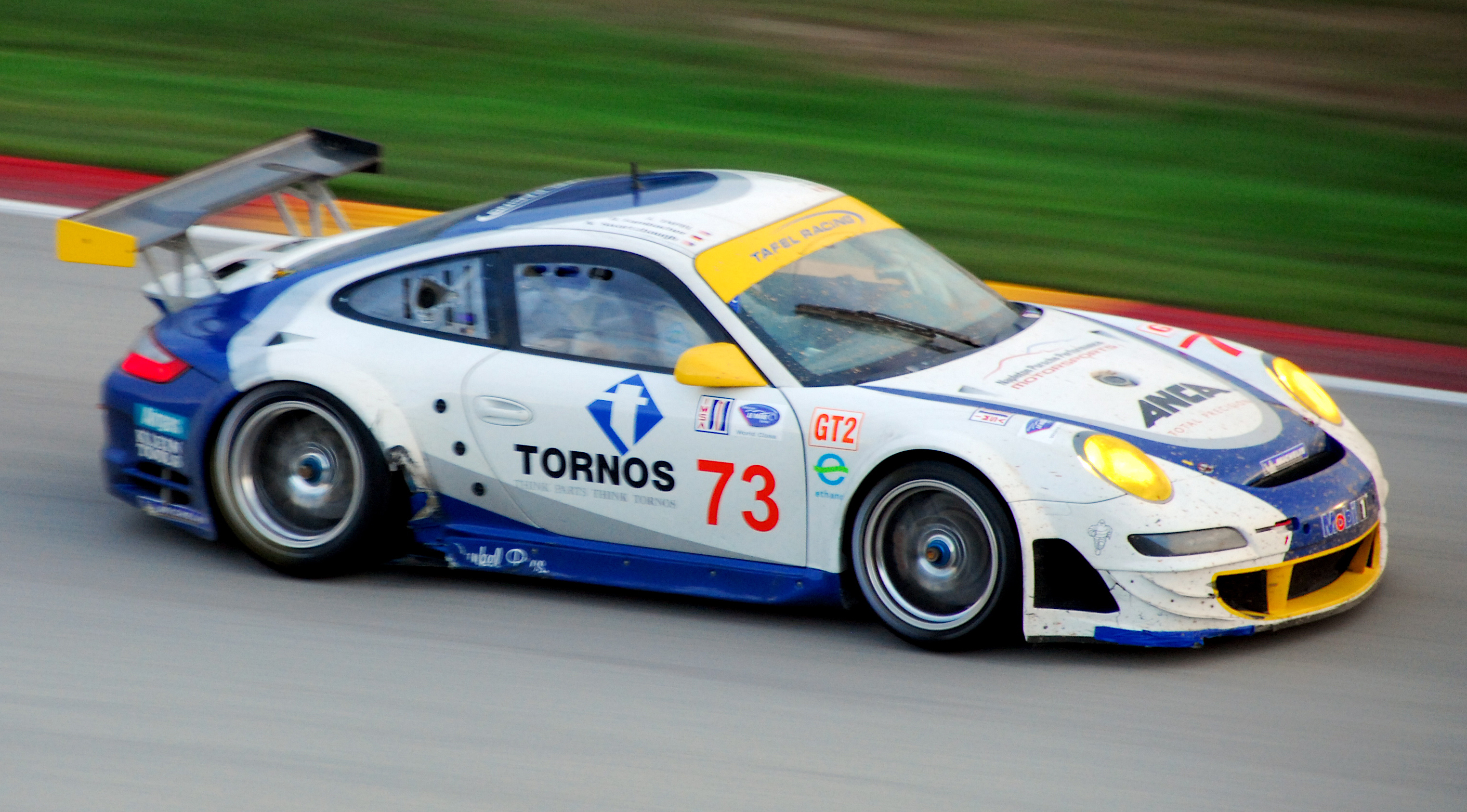
Porsche 997 GT3 RSR

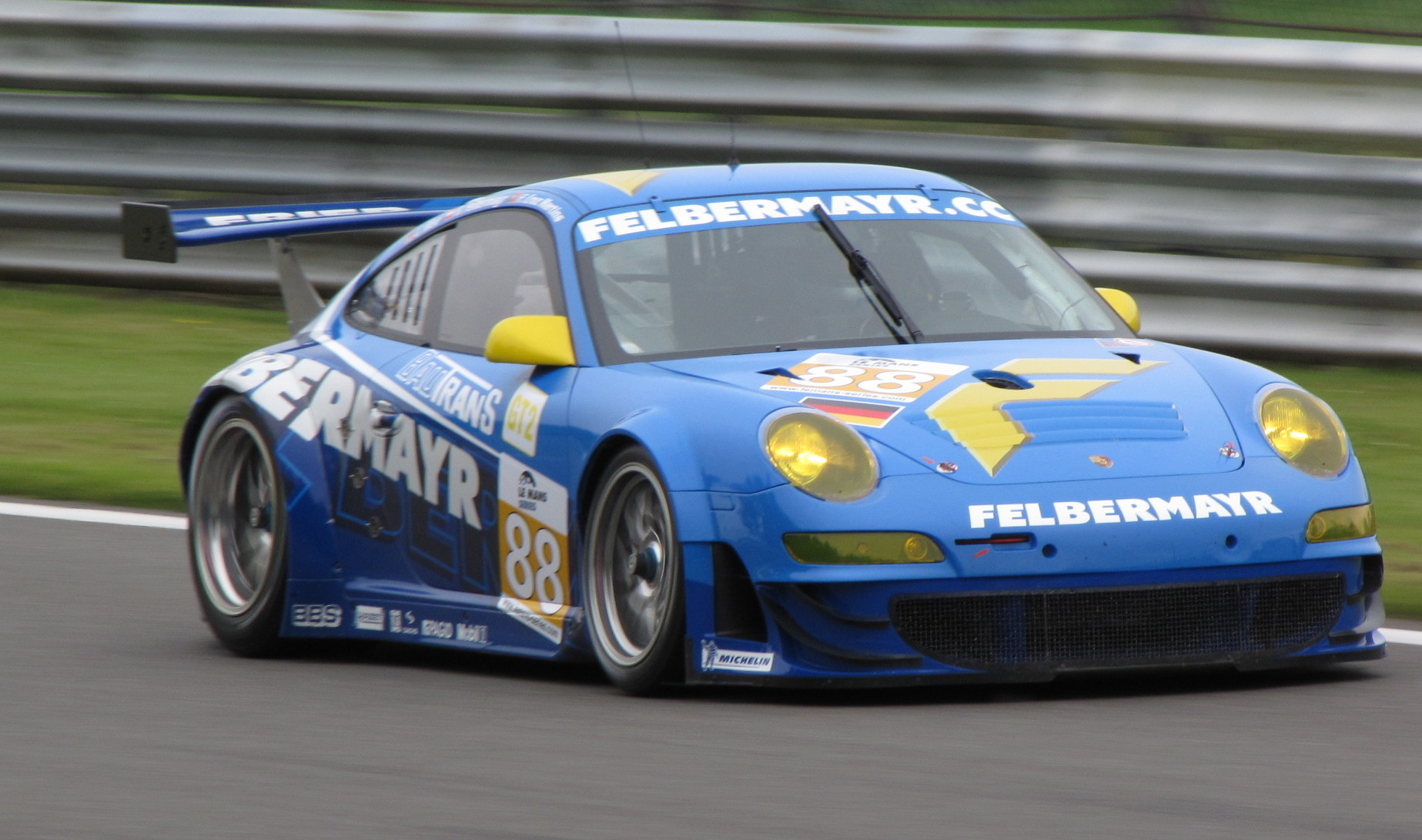
RSR aus dem Jahr beim 1000-km-Rennen von Spa-Francorchamps 2009 mit überarbeiteter Kühlluftöffnung

Der 997 GT3 RSR debütierte 2006 beim 24-Stunden-Rennen von Spa-Francorchamps. Er verfügte über einen auf 3,8 Liter vergrößerten Hubraum und eine Motorleistung von 342 kW (465 PS).
Manthey Racing war auch beim Ersteinsatz des 997 GT3 RSR wieder das Team, unter dessen Leitung die Fahrzeuge eingesetzt wurden. Die Fahrzeuge fuhren beim 24-Stunden-Rennen von Spa-Francorchamps 2006 auf die Plätze 14 und 15. Ab 2007 wurde der 997 GT3 RSR an die Kunden angeboten (über Winter wurden 35 Einheiten produziert) und dann auch bei den anderen Rennen der FIA-GT-Meisterschaft und Rennserien eingesetzt. 2007, 2008, 2009 und 2011 gewann Manthey Racing auf diesem Fahrzeug das 24-Stunden-Rennen auf dem Nürburgring.
Zur Saison 2009 erhielt der 997 GT3 RSR eine größere Überarbeitung. Zu erkennen ist das Fahrzeug an der neuen Front mit großen Kühlluftöffnungen und Entlüftungskanälen auf der Fronthaube. Die Aerodynamik wurde verbessert und der Hubraum wurde auf vier Liter vergrößert. Die Motorleistung sank aufgrund des vom Reglement vorgeschriebenen Luftmengenbegrenzers auf 331 kW (450 PS). Die Maximaldrehzahl liegt bei 9.400/min. Von dem Fahrzeug sollen 20 Exemplare produziert werden.

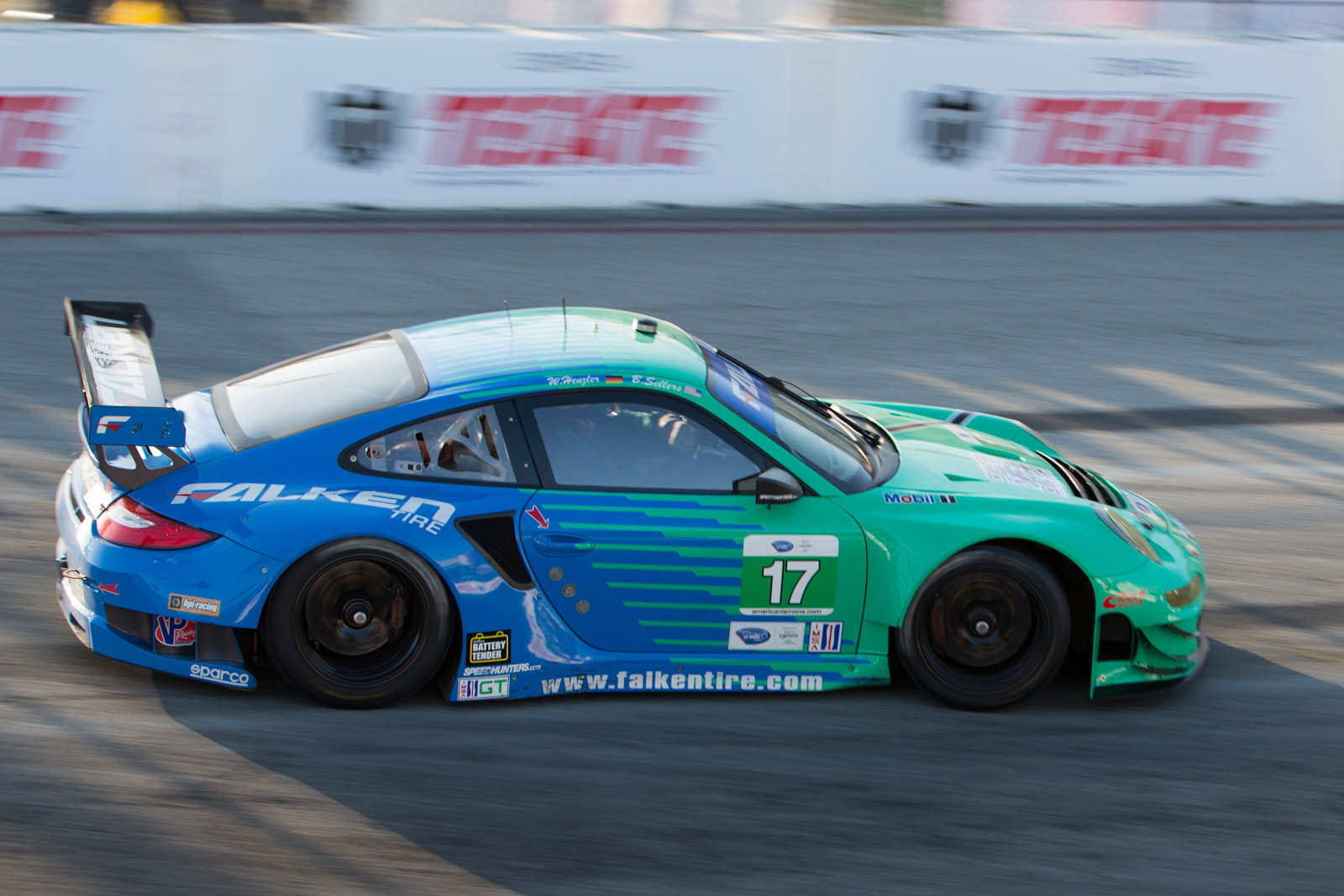
Fahrzeug aus dem Jahr 2012 des Falken Teams

Der erste Renneinsatz des überarbeiteten Modells erfolgte beim 12-Stunden-Rennen von Sebring. Die Qualifikation endete mit einer Doppel-Pole-Position der beiden werksseitig unterstützten Teams. Im Rennen verfehlten die Porsche-Werkspiloten Jörg Bergmeister, Patrick Long und Marc Lieb nach zwei Kollisionen das Podium der Klasse GT2 nur knapp. Der erste Klassensieg folgte beim 1000-km-Rennen von Barcelona der Le Mans Series durch Marc Lieb und Richard Lietz.
Im November 2011 präsentierte Porsche die letzte Ausbaustufe des 997 GT3 RSR. Der Porsche 997 GT3 RSR wurde seit Januar 2012 an die Kundenteams in aller Welt ausgeliefert. Der Verkaufspreis betrug 498.000 Euro zuzüglich der länderspezifischen Mehrwertsteuer. Die Karosserie des Fahrzeugs wurde um 48 mm verbreitert und konnte 30 mm größere Vorderräder aufnehmen. Zudem wurde die Luftführung verändert. So erhielt der Wagen vor dem hinteren Kotflügel weitere Lufteinlässe. Im Gegenzug wurde die Lufthutze auf der Motorhaube entfernt. Die Wagen wurden 2012 in der FIA-Langstrecken-Weltmeisterschaft und der American Le Mans Series eingesetzt.
Am 2. Dezember 2018 gewann ein von Flying Lizard Motorsports eingesetzter 997 GT3 RSR das 25-Stunden-Rennen von Thunderhill. Gefahren wurde der Siegerwagen von Wolf Henzler, Johannes van Overbeek, Justin Marks, Charlie Hayes und Andy Wilzoch.

### Porsche 991 RSR

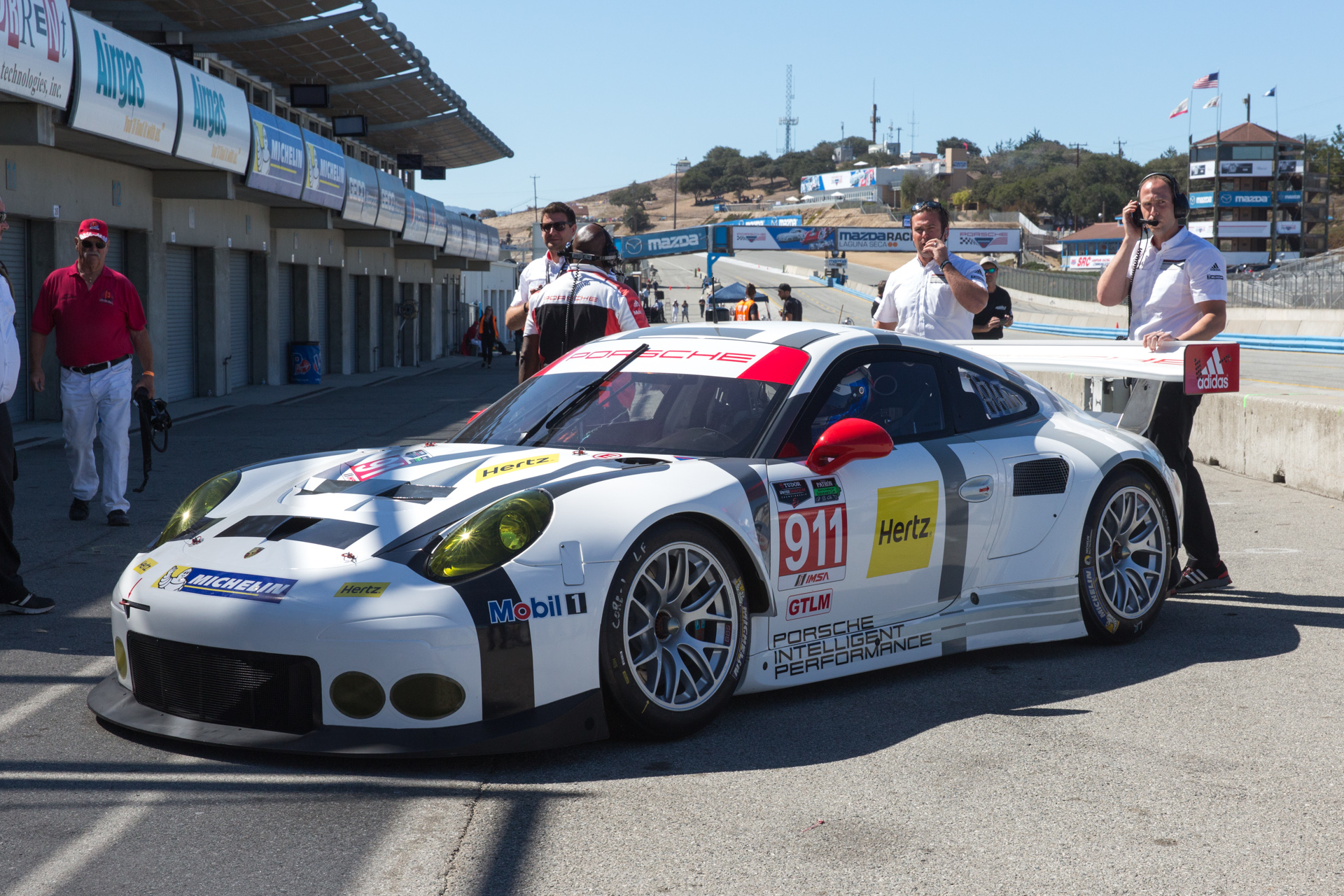
Porsche 991 RSR 2015

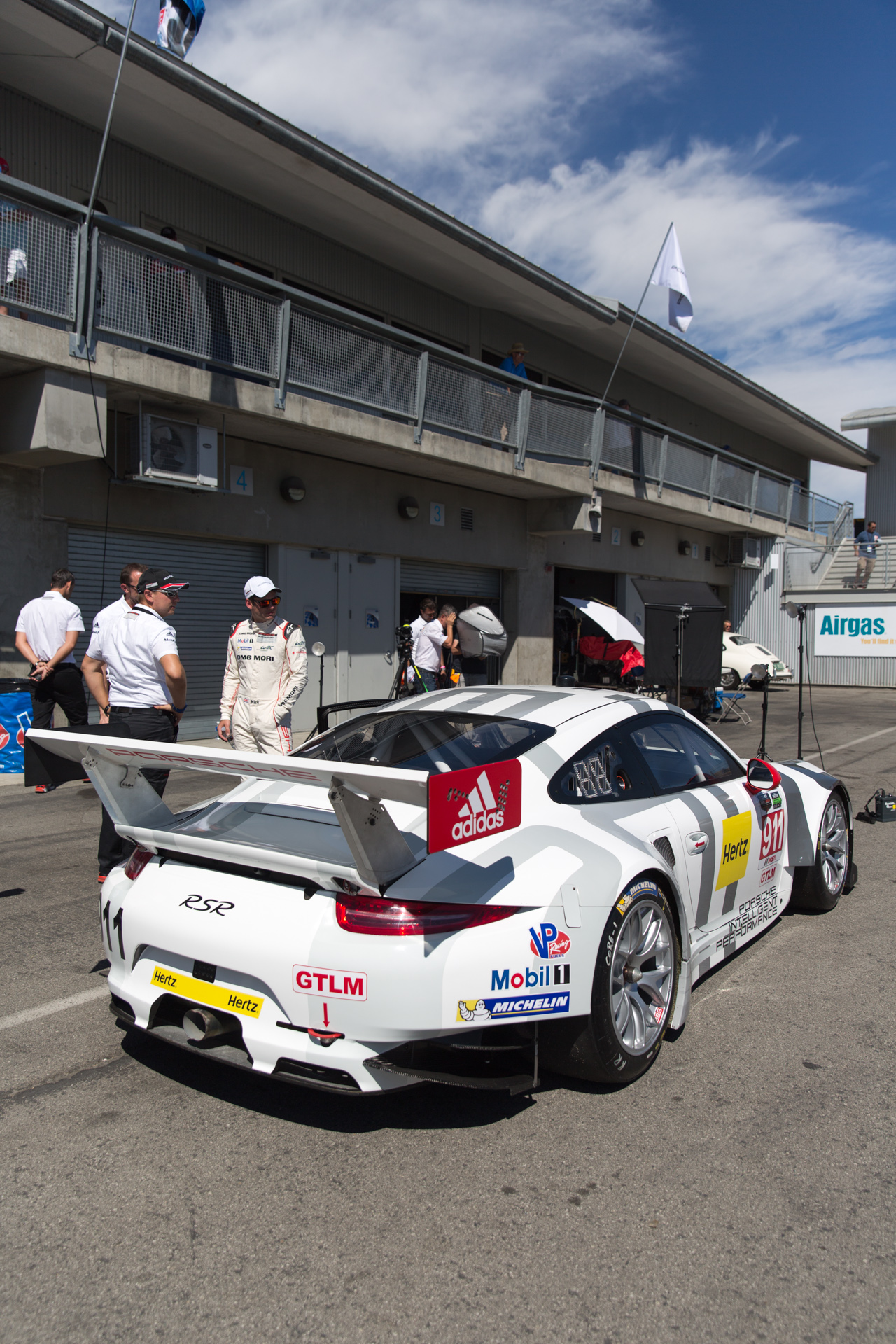
Porsche 991 RSR 2015

Der 991 RSR debütierte 2013 und basierte erstmals nicht auf dem GT3 Modell des 911, sondern auf dem Carrera 4S, da die Straßenversion des GT3 für eine Homologation zu spät eingeführt wurde. Somit konnte für das GTE Modell auch der Namenskonflikt mit dem Rennfahrzeug für die GT3-Klasse umgangen werden. Eine Umbenennung auf GT2 RSR machte aus Marketingsicht wenig Sinn, da im Serien GT2 einen Turbomotor verbaut ist, während der 991 RSR weiterhin den bekannten 4,0-Liter-Saugmotor verwendete.
Einer der Entwicklungsschwerpunkte beim neuen 911 RSR war eine ausgeglichenere Gewichtsverteilung. Im Vergleich zu den Konkurrenten mit (Front)-Mittelmotoren, bei denen alle schweren Baugruppen (Motor, Fahrer und Tank) zentral angeordnet sind, was die Trägheit um die Hochachse reduziert, ist der 911 durch seinen Heckmotor konzeptionell benachteiligt. Daher wurde der Tank aus Packaginggründen weiterhin vorne eingebaut. Dadurch hat jedoch Füllstandsmenge einen direkten Einfluss auf die Balance des Fahrzeugs. Zudem nutzen sich die Hinterreifen bei einer hecklastigen Gewichtsverteilung verstärkt ab. Mit Komponenten aus leichtem kohlenstofffaserverstärkten Kunststoff: vordere und hintere Kotflügel, Front- und Heckhaube, Türen, Unterboden, Radhausverkleidungen, Heckflügel, Armaturenbrett und Mittelkonsole sollte eine verbesserte Gewichtsverteilung erzielt werden.
Das GTE-Reglement ließ seinerzeit zu, technische Sondergenehmigungen (Waiver) anzufragen, um objektive Konzeptnachteile, wie die des Heckmotors, zu kompensieren. Die Anzahl der Waiver wurden beim RSR nicht aktiv mitgeteilt. Bekannt war, dass Waiver für die seitlichen Lufteinlässe, die Fahrzeugbreite, die Höhe des Unterbodens, die doppelten Querlenker vorne und den Motor genehmigt wurden.
Eingesetzt wurden die Fahrzeuge in der WEC weiterhin von Manthey Racing, die ab 2013 zu Porsche-Werksteams aufgestiegen waren.
Zur Saison 2016 trat ein neues GTE Reglement in Kraft, das die Sicherheit der Fahrer verbessern und die Performance der Fahrzeuge erhöhen sollte. Damit sollten sich die GTE-Fahrzeuge ein Stück weit von den GT3-Fahrzeugen abheben, die mit weniger Abtrieb aber höherer Endgeschwindigkeit teils schneller waren als die aufwändigeren GTE Fahrzeuge. Gerade in der United-SportsCar-Championship trat dies ein, in der sowohl GTE-Fahrzeuge in der GTLM Klasse als auch GT3-Fahrzeuge in der GTD-Klasse startberechtigt waren. Die Performance der GTE-Fahrzeuge wurde durch eine um rund 20 PS höhere Motorleistung bei gleichzeitig 15 kg geringerem Gewicht erreicht. Den Herstellern wurden zudem größere Freiheiten in der aerodynamischen Gestaltung zugestanden. Die Abmessungen der Serienfahrzeuge mussten nicht mehr so strikt eingehalten werden. Damit sollten die Fahrzeugspezifischen Sondergenehmigungen (Waiver) abgeschafft werden. Über die Balance of Performance sollten die Fahrzeuge weiterhin auf einem ähnlichen Niveau liegen.
Bei Porsche wurde 2016 zunächst der bestehende 911 RSR an die neuen Regeln angepasst. So wurde der Heckflügel höher und weiter hinten angebracht. Die vollen Freiheiten des neuen Reglements konnte dieses Fahrzeug jedoch nicht ausschöpfen, weshalb es in der Saison 2016 dem Ford GT und dem Ferrari 488 unterlegen war.

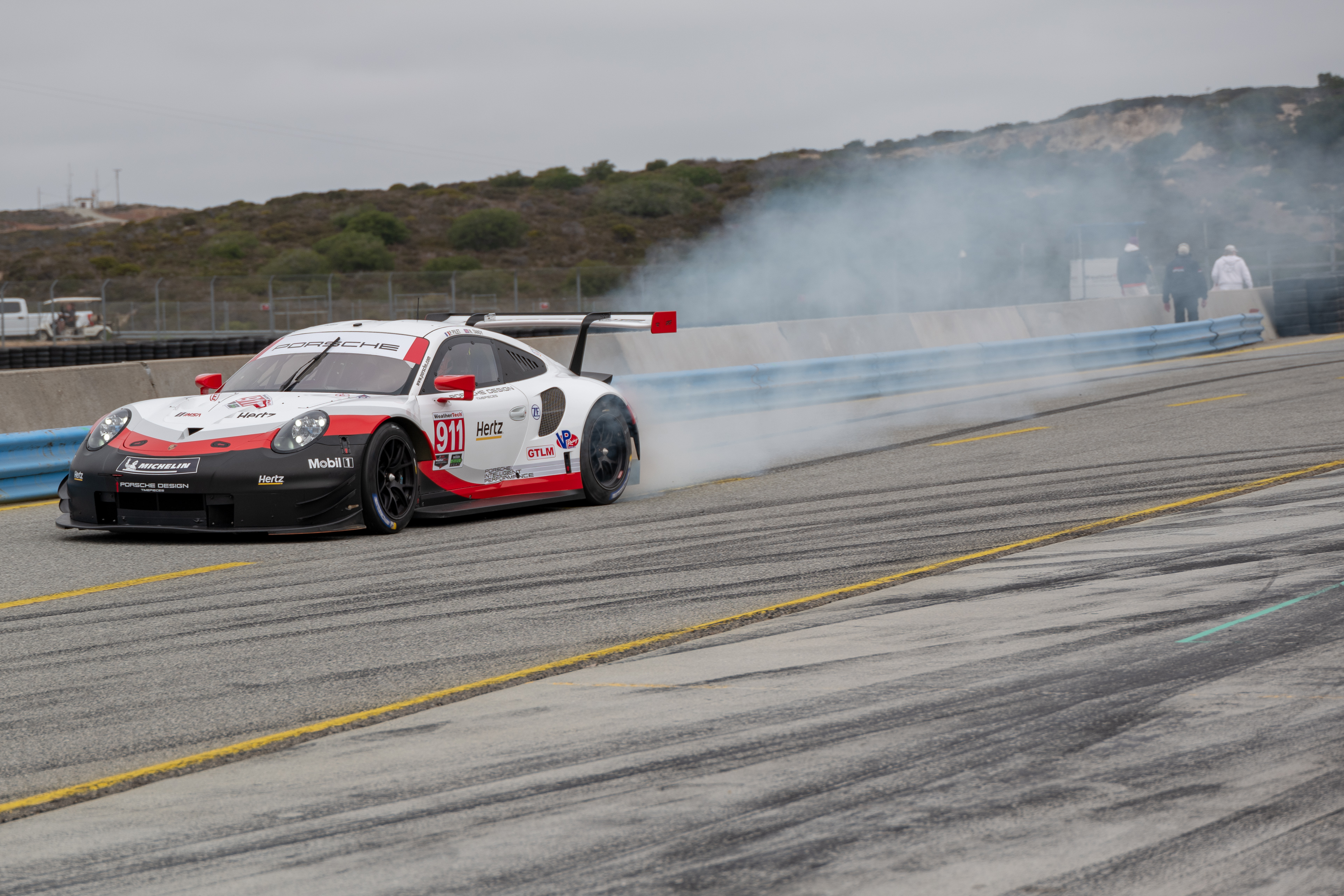
Porsche 991 RSR 2018

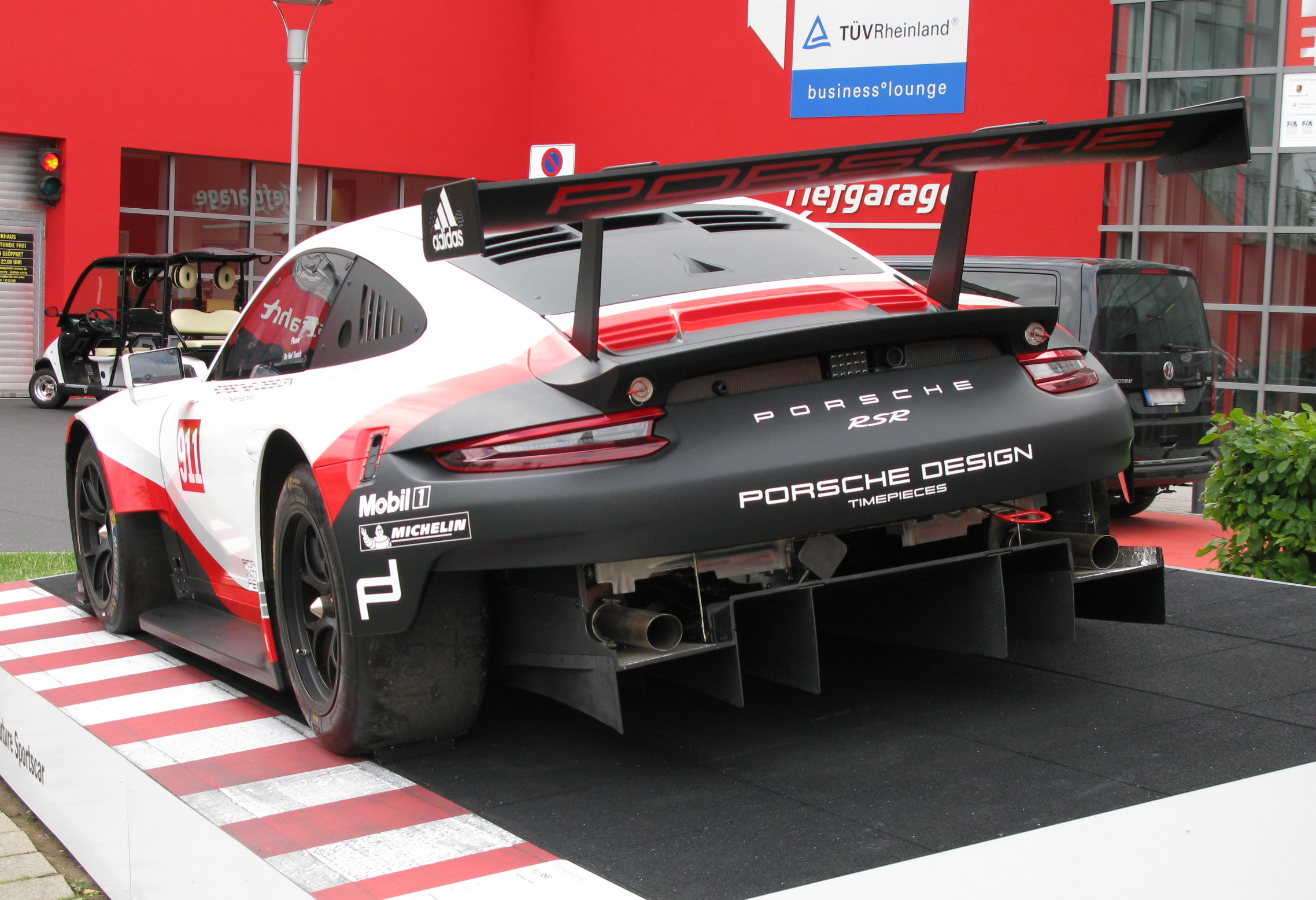
Porsche 991 RSR 2017: neuer Diffusor mit ursprünglich geplanter getrennter Auspuffanlage

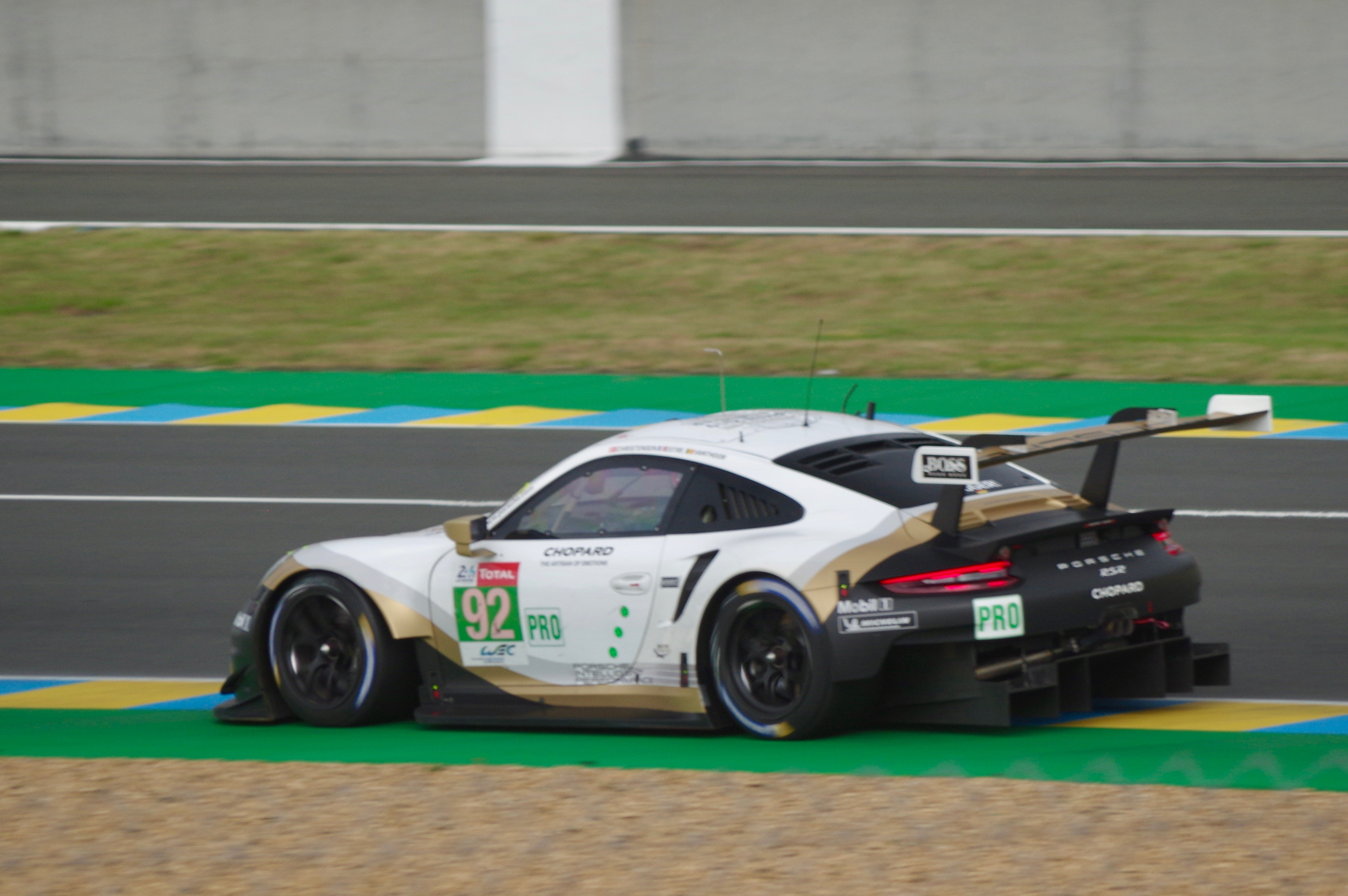
Porsche 991 RSR 2018/19

Zur Saison 2017 präsentierte Porsche einen neu entwickelten 911 RSR. So wurden Fahrwerk, Karosseriestruktur, Aerodynamikkonzept, Motor und Getriebe von Grund auf neu konstruiert. Die Motor-Getriebe-Einheit wurde umgedreht, wodurch der 911er von Heckmotor- zum Mittelmotor-Rennwagen wurde. Porsche selbst bezeichnete aus traditionellen Gründen die Einbaulage als Motor vor der Hinterachse, die bereits der Porsche 911 GT1 hatte. Hierdurch konnten zwei entscheidende Vorteile gewonnen werden: Erstens wurde die Gewichtsverteilung verbessert, wovon die Reifennutzung profitiert, und zweitens gab es Platz für den im neuen GTE Reglement erlaubten größeren Heckdiffusor. Da das nun im Heck eingebaute Getriebe flacher war als der Motor, konnte der Heckdiffusor breiter und vor allem höher ausfallen. Zur weiteren Verbesserung der aerodynamischen Effizienz wanderte die Halterung des Heckflügels auf die Oberseite des Heckflügelblattes, um Störkonturen zu eliminieren und die Interaktion zwischen Diffusor und Heckflügel zu verbessern.
Auch der Motor an sich war neu. Es war weiterhin ein Saugmotor der auf der Motorengeneration des 911 GT3 R und 911 GT3 Cup mit Direkteinspritzung basiert. Je nach Restriktorgröße leistete der 4,0 l große Boxer-Sechszylinder rund 375 kW (510 PS). Entgegen dem Trend in der GTE-Klasse in Richtung Turbomotor entschied sich Porsche für den Saugmotor, aufgrund des Gewichtsnachteils von 15 kg – 40 kg für die Turbotechnik sowie des Platz- und Kühlbedarfs. Weiterhin war beim 991 RSR der Tank im Vorderwagen installiert und nicht wie bei reinrassigen Mittelmotorautos im Fahrzeugzentrum. Eine ausgeprägtere Balanceverschiebung in Abhängigkeit vom Füllstand ist somit weiterhin gegeben. An der Vorderachse wurden anstatt der bisherigen MacPherson-Federbeine mit einfachen Querlenkern eine Radaufhängung mit Doppelquerlenkern verwendet. Außerdem wurden ein neues Cockpit und ein Collision-Avoidance-System (Kollisionsvermeidungssystem) eingeführt, mit dem sich auf einem Monitor im Cockpit selbst im Dunkeln die schnelleren Prototypen frühzeitig erkennen lassen.
Das Manthey Racing-Team konnte beim 24-Stunden-Rennen von Le Mans 2018 in der GTE Pro Klasse einen Doppelsieg erreichen. Zudem gewann das Team die FIA-Langstrecken-Weltmeisterschaft in der Saison 2018/2019.
Im Rahmen des Goodwood Festival of Speed 2019 stellte Porsche eine weitere Neuentwicklung des Porsche 911 RSR noch auf Basis des 991.2 vor, obwohl die Produktion des Serienmodells Ende 2019 eingestellt wurde und die ersten Exemplare des Nachfolgers 992 verkauft wurden. Das Konzept des 2017er GTE-Modells blieb, jedoch wurden 95 Prozent zur Evolution des Fahrzeugs neu entwickelt. Lediglich Komponenten wie Scheinwerfer, Bremsanlage, Kupplung, Fahrersitz und Teile des Fahrwerks wurden unverändert vom Vorgänger übernommen. Das Hauptziel der Entwicklung lag auf der Verbesserung der Straßenlage in langgezogenen, mittelschnellen Kurven. Außerdem wurde die Abgasführung auf zwei Endrohre geändert, die seitlich vor den Hinterrädern enden. Die Auspufflösung des 2017er Modells war nur eine Notlösung, da sich bei der ursprünglichen Variante aufgesammelte Gummifetzen am Auspuff entzünden konnten. Die zentral hinten herausragenden Auspuffrohre hatten jedoch den Nachteil, dass sie im Zweikampf schnell beschädigt werden konnten. Außerdem wurde durch die zentrale Anordnung die Gestaltung des Diffusors eingeschränkt. Die neue Abgasführung bringt somit Vorteile beim Gewicht, der Aerodynamik und bei Fahrzeugberührungen auf der Rennstrecke. Des Weiteren wurde der Sechszylinder-Boxer-Saugmotor bei annähernd gleichbleibender Leistung auf 4,2 l Hubraum vergrößert, um die Drehmomententfaltung zu verbessern.
Der 991.2 RSR hatte seine Rennpremiere beim Start zur Wintersaison der WEC Saison 2019/20 in der GTE Pro Klasse, während in der IMSA WeatherTech SportsCar Championship das Vorgängermodell bis zum Saisonende 2019 weiter eingesetzt wurde.

### Technische Daten
| Modell       | 996 GT3 R/RS                       | 996 GT3 RSR                        | 997 GT3 RSR                        | 997 GT3 RSR                        | 997 GT3 RSR                        | 991 RSR                            | 991 RSR                            |
| ------------ | ---------------------------------- | ---------------------------------- | ---------------------------------- | ---------------------------------- | ---------------------------------- | ---------------------------------- | ---------------------------------- |
| Baujahr      | 1999–2003                          | 2004                               | 2006–2008                          | 2009–2010                          | 2012–2017                          | 2017–2019                          | Seit 2019                          |
| Motor        | 3,6-Liter-Sechszylinder-Boxermotor | 3,6-Liter-Sechszylinder-Boxermotor | 3,8-Liter-Sechszylinder-Boxermotor | 4,0-Liter-Sechszylinder-Boxermotor | 4,0-Liter-Sechszylinder-Boxermotor | 4,0-Liter-Sechszylinder-Boxermotor | 4,2-Liter-Sechszylinder-Boxermotor |
| Leistung*    | 415 PS (305 kW) bei 8.200/min      | 455 PS (335 kW) bei 8.500/min      | 465 PS (342 kW) bei 8.000/min      | 450 PS (331 kW) bei 7.800/min      | 460 PS (338 kW) bei 7.800/min      | 510 PS (375 kW) bei N. A. 1/min    | 515 PS (378 kW) bei N. A. 1/min    |
| Drehmoment   | 380 Nm bei 7.000/min               | 410 Nm bei 7.200/min               | 430 Nm bei 7.250/min               | 430 Nm bei 7.250/min               | 450 Nm bei N. A. 1/min             | N. A. 1/min bei N. A. 1/min        | N. A. 1/min bei N. A. 1/min        |
| Leergewicht* | 1.100 kg                           | 1.100 kg                           | 1.200 kg                           | 1.200 kg                           | 1.220 kg                           | 1.245 kg                           | 1.245 kg                           |

* Je nach Einsatzzweck (FIA GT2, ACO GT2/GTE, Nürburgring 24h/VLN usw.) und dort gültigem Reglement. Meist sind Luftmengenbegrenzer vorgeschrieben und die Motoren werden auf Drehmoment und Sparsamkeit ausgelegt